# Ахім
Ахім (нім. Achim) — місто в Німеччині, розташоване в землі Нижня Саксонія. Входить до складу району Ферден.
Площа — 65,1 км2. Населення становить 32 379 ос. (станом на 31 грудня 2021).